# Exostema corymbosum
Exostema corymbosum är en måreväxtart som först beskrevs av Hipólito Ruiz López och Pav., och fick sitt nu gällande namn av Spreng.. Exostema corymbosum ingår i släktet Exostema och familjen måreväxter.
Artens utbredningsområde är Peru. Inga underarter finns listade i Catalogue of Life.